# 格蘭特 (密歇根州)
格蘭特（英語：Grant）是一個位於美國密歇根州紐威哥縣的城市。

## 人口
根據2020年美國人口普查的數據，格蘭特的面積為1.77平方千米，當中陸地面積為1.72平方千米，而水域面積為0.05平方千米。當地共有人口952人，而人口密度為每平方千米538人。